# ẟ
Cette page contient des caractères spéciaux ou non latins. S’ils s’affichent mal (▯, ?, etc.), consultez la page d’aide Unicode.
Ne doit pas être confondu avec la lettre grecque delta ‹ Δ, δ › ou la lettre latine s sigmoïde ‹ Ꟙ, ꟙ ›.
La lettre ẟ, appelée delta latin ou d cursif, est une lettre additionnelle qui est parfois utilisée pour représenter une consonne fricative dentale sourde /ð/ comme alternative à la lettre D insulaire ‹ Ꝺ, ꝺ › par les médiévalistes gallois. Sa forme est dérivée de celle de la lettre D minuscule manuscrite.

## Utilisation
Le d cursif ou delta latin est utilisée pour représenter une consonne fricative dentale sourde /ð/ comme alternative à la lettre D insulaire ‹ Ꝺ, ꝺ › par les médiévalistes gallois et parfois dans l’écriture manuscrite utilisée en gallois moderne.
Un delta est aussi utilisé dans l’alphabet mixte latin-grec de l’arabe chypriote maronite ou dans l’alphabet du wakhi, tous deux avec la forme du delta grec ‹ Δ δ ›. En salentin central, Antonio Garrisi utilise un delta comme lettre latine, transcrite avec D point souscrit ‹ ḍḍ ›, ‹ ddh ›, ‹ ddhr › ou ‹ dh › par d’autres auteurs.

## Représentation informatique
La forme minuscule de cette lettre possède la représentation Unicode U+1E9F depuis la version d’Unicode 5.1 de 2008.